# Запис Мијаиловића крушка (Љубић)
Запис Мијаиловића крушка (Љубић) се налази на парцели чији је власник Мијаиловић Радојица.

## Локација
| Општина             | Кнић                                                                        |
| Катастарска општина | Љубић                                                                       |
| Потес               | Голубац                                                                     |
| Координате          | 43° 55′ 39″ С; 20° 48′ 26″ И / 43.927399999999999° С; 20.807099999999998° И |
| Надморска висина    | 0m                                                                          |

## Карактеристике
Дендрометријске вредности утврђене на терену и сателитским снимцима:
| Стабло                     | Крушка |
| Висина стабла              | m      |
| Обим дебла                 | m      |
| Пречник крошње             | 16m    |
| Пречник дебла              | m      |
| Висина дебла до прве гране | m      |

## База записа
Запис је у оквиру Викимедија пројекта "Запис - Свето дрво" заведен под редним бројем 0603.